# Matilda De Angelis

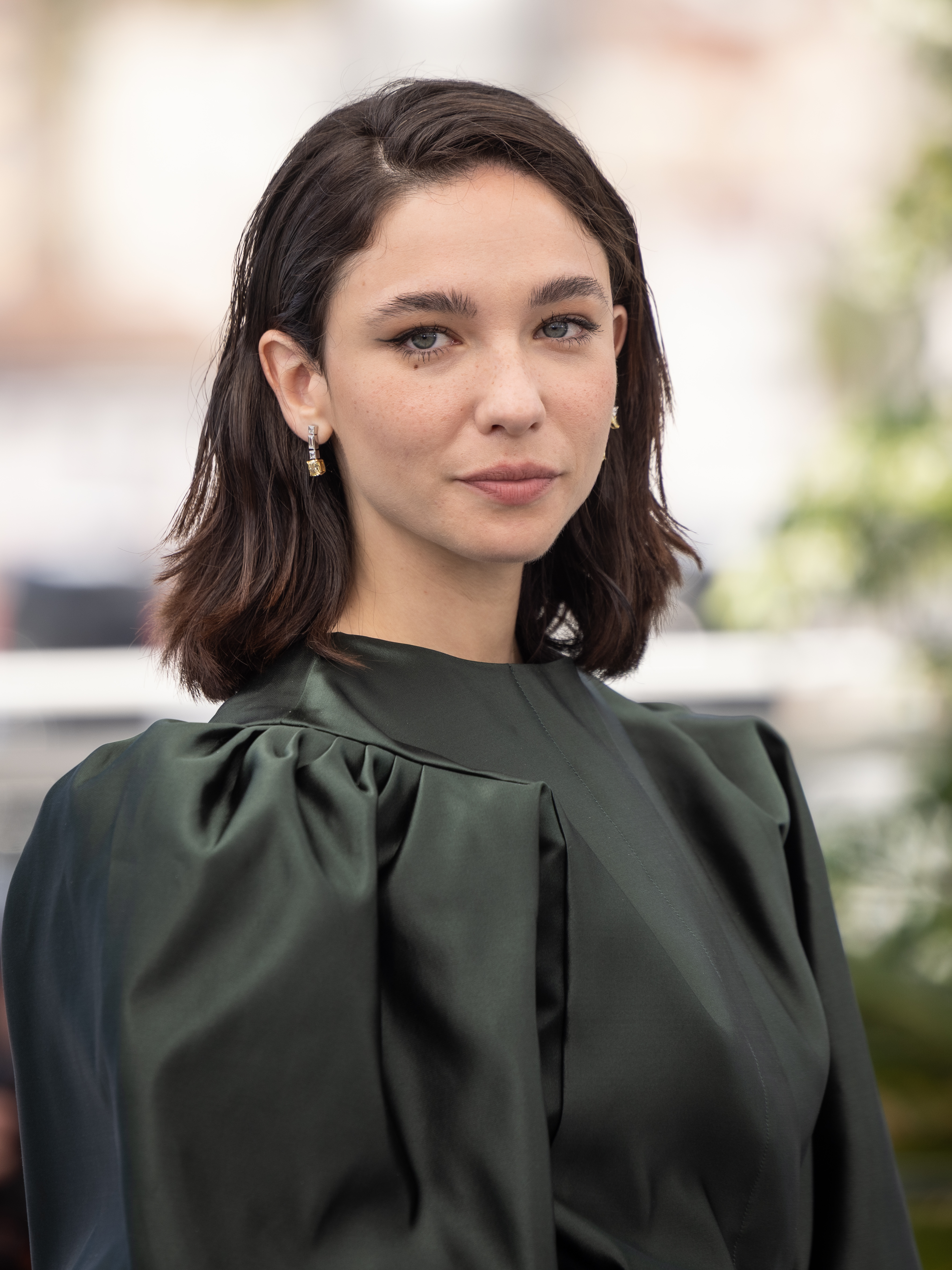
Matilda De Angelis bei den Filmfestspielen von Cannes 2025

Matilda De Angelis (* 11. September 1995 in Bologna) ist eine italienische Schauspielerin und Sängerin.

## Leben
Matilda De Angelis besuchte das Liceo Scientifico Enrico Fermi. Sie lernte Gitarre, Violine und Klavier mit elf Jahren zu spielen und schrieb mit 13 Musik und Texte zu eigenen Liedern. Mit sechzehn wurde sie Mitglied der Band Rumba de Bodas, mit der sie auf Tour ging und der sie fünf Jahre lang angehörte.
In der RAI-Fernsehserie Tutto può succedere war sie von 2015 bis 2018 als Ambra zu sehen. Matteo Rovere besetzte sie für die Hauptrolle der Giulia De Martino in Veloce come il vento – Giulias großes Rennen (2016) neben Stefano Accorsi als ihr Filmbruder Loris. Für die Rolle nahm sie Schauspielunterricht bei Doris Hicks. Für ihre Darstellung der Giulia wurde sie unter anderem mit einem Nastro d’Argento als beste Nachwuchsdarstellerin ausgezeichnet und für den Filmpreis David di Donatello als beste Hauptdarstellerin und für das beste Originallied nominiert.
Im Animationsfilm Coco – Lebendiger als das Leben! (2017) lieh sie der Figur Tía Victoria in der italienischen Fassung die Stimme. 2018 verkörperte sie im Filmdrama Youtopia von Berardo Carboni die Rolle der Matilde und in Una vita spericolata von Marco Ponti die Rolle der Soledad Agramante und wurde im Rahmen der Berlinale als European Shooting Star ausgezeichnet. Im Herbst 2019 stand sie für den Netflix-Film Die unglaubliche Geschichte der Roseninsel mit Elio Germano und Tom Wlaschiha als Gabriella vor der Kamera.
Im Film Der göttliche Andere (2020) von Jan Schomburg verkörperte sie die Rolle der Maria, die Nonne werden möchte und kurz davor steht, ins Kloster zu gehen und in die sich Gregory, dargestellt von Callum Turner, verliebt. In der HBO-Miniserie The Undoing (2020) spielte sie an der Seite von Hugh Grant und Nicole Kidman die Rolle der Elena Alves. In der Biopic-Serie Leonardo übernahm sie die Rolle der Caterina da Cremona, neben Aidan Turner als Leonardo da Vinci. Im Eröffnungsfilm der 56. Solothurner Filmtage, dem Drama Atlas von Niccolò Castelli, hatte sie eine Hauptrolle als Kletterin Allegra, die einen Terroranschlag in Marokko überlebt.
Am ersten Abend des Sanremo-Festival 2021 war sie an der Seite von Amadeus Co-Moderatorin. 2022 war sie im Netflix-Film Der Schatz des Duce neben Pietro Castellitto als Yvonne zu sehen. In der im Februar 2023 auf Netflix veröffentlichten Historien-Kriminalserie Das Gesetz nach Lidia Poët spielte sie die Titelrolle der Lidia Poët. Für Amazon Prime Video drehte sie die Serie Citadel: Diana, einem Spin-Off von Citadel, in der sie ebenfalls die Titelrolle übernahm.
In den deutschsprachigen Fassungen wurde sie unter anderem von Lea Kalbhenn in Das Gesetz nach Lidia Poët und The Undoing, von Yvonne Greitzke  in Der Schatz des Duce  und von Patrizia Carlucci  in Die unglaubliche Geschichte der Roseninsel  synchronisiert.

## Filmografie
- 2015: L'età dell'oro (Mini-Serie)
- 2015–2018: Tutto può succedere (Fernsehserie)
- 2016: Schnell wie der Wind (DVD-Titel Giulias großes Rennen; Veloce come il vento)
- 2016: Radice Di 9 (Kurzfilm)
- 2017: Una famiglia
- 2017: Il premio
- 2017: Coco – Lebendiger als das Leben! (Stimme)
- 2018: Youtopia
- 2018: Una vita spericolata
- 2018: Thegiornalisti: Felicità puttana (Kurzvideo)
- 2018: Rumori (Kurzfilm)
- 2019: I ragazzi dello Zecchino d'oro (Fernsehfilm)
- 2020: Der göttliche Andere
- 2020: The Undoing (Fernsehserie)
- 2020: Die unglaubliche Geschichte der Roseninsel (L’incredibile storia dell’Isola delle Rose)
- 2021: Leonardo (Fernsehserie)
- 2021: Atlas
- 2022: Across the River and Into the Trees
- 2022: Der Schatz des Duce (Rapiniamo il duce)
- seit 2023: Das Gesetz nach Lidia Poët (La legge di Lidia Poët, Fernsehserie)
- 2024: Citadel: Diana (Fernsehserie)
- 2025: Fuori
- 2025: Dracula – Die Auferstehung (Dracula: A Love Tale)

## Auszeichnungen und Nominierungen (Auswahl)
- 2016: Nastro d’Argento – Auszeichnung in der Kategorie Beste Nachwuchsdarstellerin für Schnell wie der Wind[1][3]
- 2017: David di Donatello – Nominierung in den Kategorien Beste Hauptdarstellerin und Bestes Originallied für Schnell wie der Wind[1][3]
- 2018: Nastro d’Argento – Nominierung in der Kategorie Bestes Originallied für Il premio[1]
- 2018: European Shooting Star[3][5]
- 2023: Nastro d’Argento Grandi Serie – Nominierung in der Kategorie Beste Hauptdarstellerin für  Das Gesetz nach Lidia Poët[19]

## Diskografie

### Singles
- 2014: Karnaval Fou (feat. Rumba De Bodas)
- 2016: Domani
- 2016: Mai Dire
- 2016: Seventeen
- 2016: Shut Up (feat. Empatee du Weiss)